# 裘蒂·潔德
裘蒂·潔德（Jodie Kidd，1978年9月29日—），英國模特儿及電視節目主持人，曾為很多知名品牌走秀及當上知名雜誌的封面。